# Pyro
Ne pas confondre avec le Pyro du jeu vidéo Team Fortress 2
Saint-John Allerdyce, alias Pyro est un super-vilain de l'univers de Marvel Comics. Créé par le scénariste Chris Claremont et le dessinateur John Byrne, le personnage de fiction apparaît pour la première fois dans le comic book Uncanny X-Men #141 en janvier 1981. Il est connu pour être un ennemi des X-Men.

## Biographie du personnage

### Confrérie des mauvais mutants
De son vrai nom St-John Allerdyce, Pyro est un mutant australien travaillant comme journaliste en Asie. Lors de l'un de ses voyages en Irak, il voit toute la haine dans ce pays et y prend goût. C'est là que la métamorphe Mystique le rencontre et le recrute pour faire partie de la Confrérie des mauvais mutants. La Confrérie tenta d'assassiner le sénateur Robert Kelly.

### Freedom Force
Pour se faire pardonner leurs crimes, des membres de la Confrérie dont Pyro acceptent de former une équipe gouvernementale nommée Freedom Force. Son complice le Colosse et lui-même furent emprisonnés par l'armée irakienne après une mission ratée en plein désert.

### Virus Legacy
Quand il découvrit qu'il était atteint du virus Legacy, il voulut partir en beauté et affronta Daredevil, échappant finalement de justesse à la mort. Mystique le récupéra et l'engagea pour protéger son fils, Graydon Creed. Cette mission échoua et Graydon fut tué par sa propre mère, Mystique, car lui et son équipe avait attaqué le petit-fils de sa meilleure amie, Destinée.
Lors d'un braquage à New York, il fut sérieusement blessé à l'abdomen par des coups de feu. Cecilia Reyes le soigna dans son hôpital grâce à son champ de force (car il le protégeait de ses propres flammes qu'il ne contrôlait plus) .
Il tenta de trouver un remède au virus Legacy qui le tuait à petit feu. Il fut traqué et capturé par Cérébra qui était devenue autonome et le SHIELD le captura. Pyro réussit à s'enfuir de la base du SHIELD lorsque Crâne Rouge en prit le contrôle.

Il apprit que Mystique et son groupe organisaient un attentat contre le sénateur Kelly lors d'un de ses discours. Depuis qu'il avait été atteint du virus, Pyro en avait assez de la guerre mutant / humain. Il décida de se rendre au discours du sénateur. Lorsque Post tira sur Kelly, Pyro créa une flamme gigantesque pour faire fondre la balle. Pyro mourut juste après de son infection par le virus Legacy.

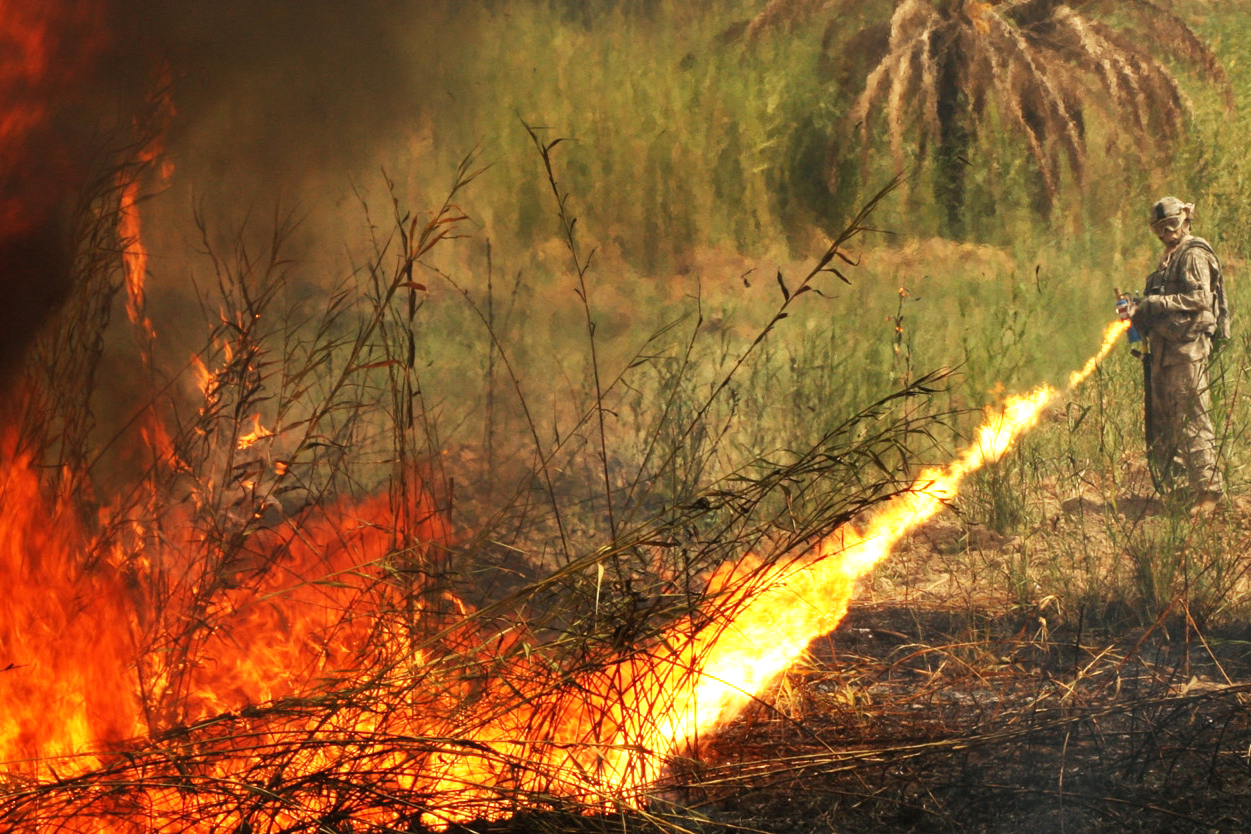
Photo d'un soldat employant un lance-flammes. C'est l'arme que Pyro utilise dans les comics afin de générer une flamme.

Son dernier acte aura été de sauver le sénateur Robert Kelly d'un assassinat et de le faire jurer d'abandonner sa politique antimutante, et ainsi de trouver la rédemption pour ses crimes passés. Le sénateur Kelly fut tué peu de temps après par un humain furieux parce qu'il avait commencé à tolérer les mutants.

### Résurrection
Récemment Pyro a été ramené à la vie par Séléné et Eli Bard.

## Pouvoirs, capacités et équipement
Pyro possédait le pouvoir de contrôler toute source de feu qu'il pouvait voir dans un rayon de 30 mètres, et de l'agrandir, lui donner des formes. Il était équipé de lance-flammes, car il ne pouvait pas générer de feu lui-même. On l'a déjà vu créer des oiseaux (mais ses créatures n’ont aucune véritable vie et intelligence) ou de gigantesques mains de feu. Il devait se concentrer pour réussir ce genre de manipulation. Les flammes qu'il contrôle ne peuvent le brûler. Les créations de Pyro sont plus solides que des flammes normales ; par exemple un oiseau de flammes créé par Pyro peut attraper et transporter un objet solide avec ses pattes.

## Apparitions dans d'autres médias

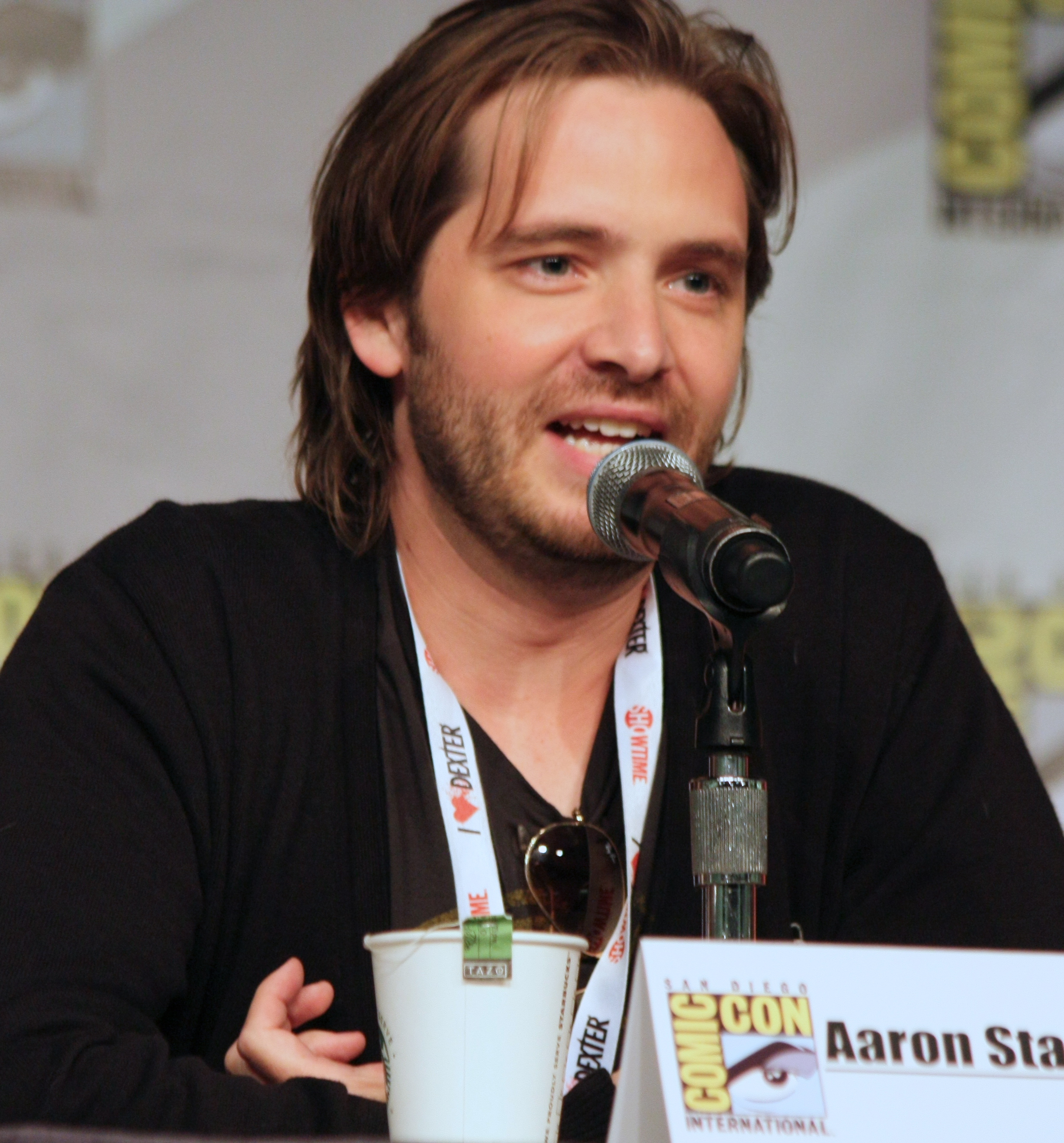
Aaron Stanford incarne Pyro dans la 1re trilogie X-Men (2000-2006) et l'Univers cinématographique Marvel (2024)

Sauf indication contraire, les informations mentionnées dans cette section peuvent être confirmées par la base de données cinématographiques IMDb,  présente dans la section « Liens externes ».

### Films
- 2000 : X-Men réalisé par Bryan Singer – (interprété par  Alexander Burton) Le personnage n'a qu'une courte apparition.
- 2003 : X-Men 2 réalisé par Bryan Singer – (interprété par Aaron Stanford)  Pyro est l'un des élèves de l'école pour jeunes surdoués du Professeur Xavier. Il est un ami proche de Iceberg et Malicia. Il finit par rejoindre Magnéto pour se retourner contre ses anciens amis et alliés.
- 2006 : X-Men : L'Affrontement final réalisé par Brett Ratner – (interprété par Aaron Stanford) Pyro devient le bras droit de Magnéto et finit par être battu par son ancien camarade Iceberg au cours d'un affrontement qui opposa la glace au feu.
- 2024 : Deadpool and Wolverine réalisé par Shawn Levy - (interprété par Aaron Stanford)

### Télévision
- 1992-1997 : X-Men
- 2000-2003 : X-Men: Evolution
- 2008-2009 : Wolverine et les X-Men

### Comparaisons comics/films

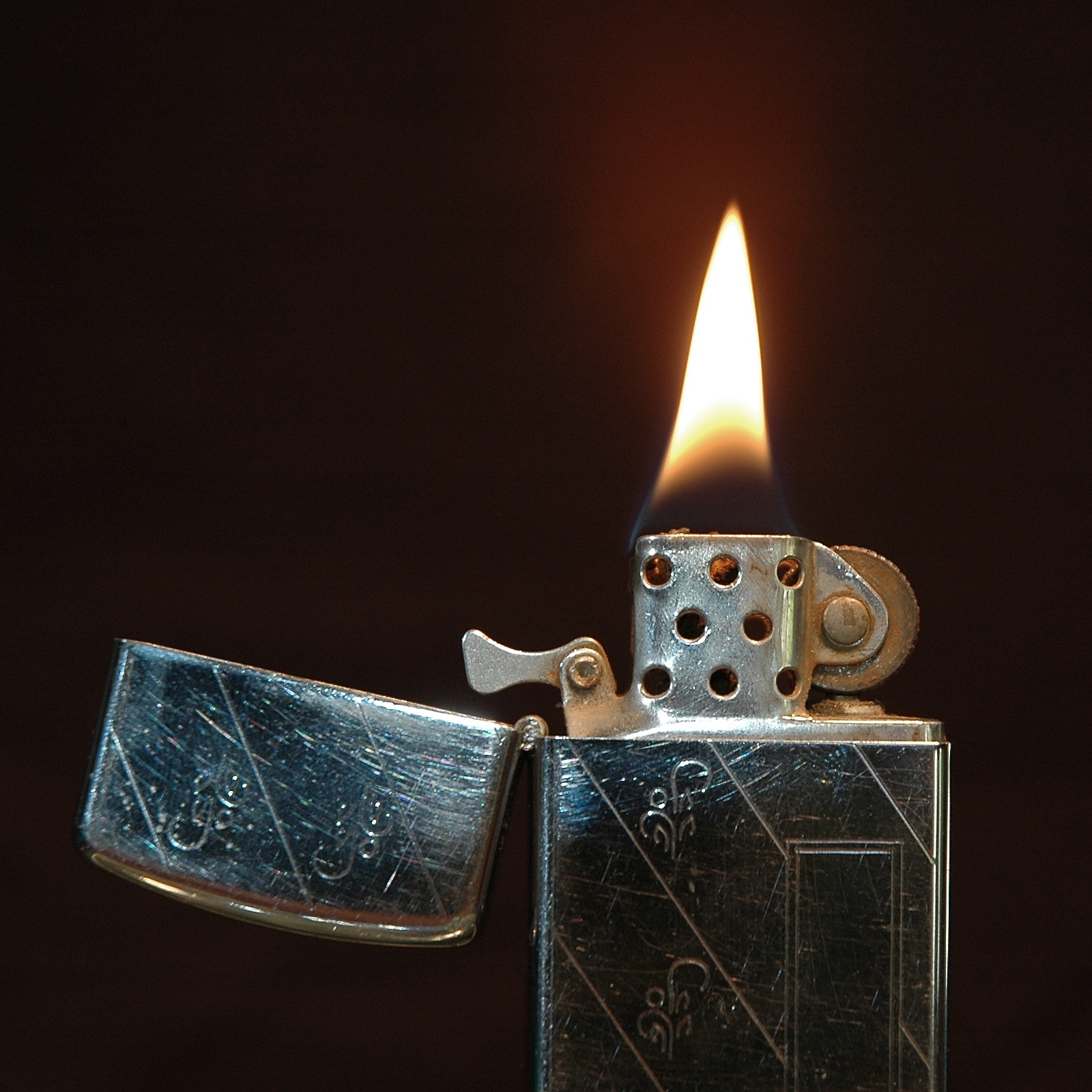
Dans les films, Pyro utilise un Zippo afin de générer une flamme.

Les origines du personnage sont différentes de la version comics. Dans les films, ses pouvoirs sont semblables à sa version des comics : il peut contrôler et manipuler mentalement le feu. Il lui donne la taille, l’intensité, la direction et la forme qu’il veut. En revanche, il ne possède pas la capacité de générer du feu lui-même, c'est pourquoi il porte un zippo au poignet en permanence, à la différence des comics où il utilise un lance-flammes.